# Friedrich Junge
Friedrich Junge (né le 18 avril 1941 à Bad Reinerz) est un égyptologue allemand.

## Biographie
Après son baccalauréat, Junge étudie l'égyptologie, la sémitique/l'islamologie et l'archéologie classique aux universités de Munich, Heidelberg et Göttingen. Après avoir obtenu son doctorat en 1970, il est nommé Visiting Instructor à l'université de Chicago. De 1974 à 1976, il est conseiller scientifique à l'Institut archéologique allemand (département du Caire). En 1976, il obtient son habilitation avec son ouvrage Syntax der mittelägyptischen Literatursprache (Syntaxe de la langue littéraire moyen-égyptienne), un jalon dans le développement de ce que l'on appelle la théorie standard de la syntaxe moyen-égyptienne. Enfin, il est nommé professeur ordinaire d'égyptologie à Göttingen en 1980. Depuis 2000, il est membre ordinaire de l'Académie des sciences de Göttingen. Il est à la retraite depuis le 1er octobre 2006.
Junge est l'éditeur de la sous-série IV (Égypte) des Göttinger Orientforschungen. Ses recherches portent principalement sur la langue, la littérature et la religion égyptiennes. Actuellement (depuis 2000), il travaille à une présentation du discours socio-éthique dans la littérature du Moyen Empire. Il est membre correspondant de l'Institut archéologique allemand. Depuis 1999, il travaille avec Heike Sternberg-el Hotabi sur le projet financé par la DFG « Prosopographisches Lexikon nicht-königlicher Frauen des Neuen Reiches », dont il est le directeur depuis 2005.